# 金鐘獎廣播音效獎
廣播金鐘獎音效獎是由文化部影視及流行音樂產業局在臺灣舉辦的現行頒發獎項。

## 歷屆得獎暨入圍名單
|  | 獲獎者 |

### 音效獎（第37屆～第38屆）
| 年度 （屆數）   | 廣播作品                                                         |
| --------------- | ---------------------------------------------------------------- |
| 2002 （第37屆） | 牟善忠／《戲劇大觀園－風波亭的忠魂：岳飛》／漢聲廣播電臺臺北總臺 |
| 2002 （第37屆） | 蔡順貴／《星期劇場－靈山》／中國廣播股份有限公司                 |
| 2003 （第38屆） | 吳坤龍／《海上電影院》／灰姑娘音樂製作有限公司─漁業電台          |
| 2003 （第38屆） | 王伊蕙(林禾)／《雅音流轉--樂來香》／漢聲廣播電台高雄台           |
| 2003 （第38屆） | 牟善忠／《漢聲劇場》／漢聲廣播電台台北總台                       |
| 2003 （第38屆） | 鄭正瑜(鄭力瑜)／《小說選播--豪放女皇武則天》／中央廣播電臺       |
| 2003 （第38屆） | 謝瑞珍／《九腔十八調》／中國廣播公司苗栗電台                     |

### 技術獎（音效）獎（第39屆～第40屆）
| 年度 （屆數）   | 廣播作品                                                         |
| --------------- | ---------------------------------------------------------------- |
| 2004 （第39屆） | 夏迪／《台灣原音重現》／台北愛樂                                 |
| 2004 （第39屆） | 吳坤龍／《海上電影院》／灰姑娘音樂                               |
| 2004 （第39屆） | 林宗慶／《音樂叢林》／正聲台北調頻台                             |
| 2004 （第39屆） | 康仁俊／《漢聲劇場》／漢聲台北台                                 |
| 2004 （第39屆） | 康仁俊／《藍色音樂海》／漢聲台北台                               |
| 2005 （第40屆） | 吳坤龍／《碧海藍天之戲說人生》／臺灣區漁業廣播電台               |
| 2005 （第40屆） | 牟善忠、陳素娟／《週日廣播劇》／復興廣播電臺                     |
| 2005 （第40屆） | 林美華（李可）／《鎏金時光》／高雄廣播電臺                       |
| 2005 （第40屆） | 陳文義／《漢聲劇場-忠魂》／國防部政治作戰總隊漢聲廣播電臺        |
| 2005 （第40屆） | 趙玉真（趙欣）、吳正順（齊軒）／《音樂精靈》／復興廣播電臺高雄臺 |

### 廣播音效獎（第42屆～至今）
| 年度 （屆數）   | 廣播作品 |
| --------------- | --- |
| 2007 （第42屆） | 王怡仁（王榮）／《生活報報－與我同行》／國立教育廣播電臺高雄分臺                                            |
| 2007 （第42屆） | 王伊蕙（林禾）／《雅音流轉樂來香》／漢聲廣播電臺高雄分臺                                                    |
| 2007 （第42屆） | 吳坤龍／《碧海藍天之戰慄奇航》／行政院農業委員會漁業署臺灣區漁業廣播電臺                                    |
| 2007 （第42屆） | 林建成（成春福）／《客家劇場－台灣傳奇》／財團法人中央廣播電臺                                              |
| 2007 （第42屆） | 林美華（李可）／《城鄉記事》／高雄廣播電臺                                                                  |
| 2008 （第43屆） | 阿國、琇如、齊軒／《網路書海》／內政部警政署警察廣播電臺臺北臺                                              |
| 2008 （第43屆） | 王怡仁(王榮)／《生活報報－南方好生活》／國立教育廣播電臺高雄分臺                                            |
| 2008 （第43屆） | 吳春滿、陳慶芬、陳靜安、常維鈞、劉雅芬、謝佩津／《台灣夢土－廣播劇場》／正聲廣播股份有限公司臺中廣播電臺    |
| 2008 （第43屆） | 陳文義／《漢聲劇場》／漢聲廣播電臺臺北總臺                                                                  |
| 2008 （第43屆） | 眭澔平／《全球音樂文化之城》／財團法人寶島客家廣播電台                                                      |
| 2009 （第44屆） | 吳坤龍／《床邊的紅毛港故事》／正聲廣播股份有限公司高雄廣播電臺                                              |
| 2009 （第44屆） | 成春福(林建成)／《音樂M.I.T之奇妙劇場》／財團法人中央廣播電臺                                               |
| 2009 （第44屆） | 梁兄哥(梁明達)、季翔(白繼祥)／《金色劇場－找尋生命的出口》／正聲廣播股份有限公司雲林廣播電臺                |
| 2009 （第44屆） | 陳怡霖、李沛耕／《從心歸零之人間筆記》／國立教育廣播電臺                                                    |
| 2009 （第44屆） | 顏志成、陳燕柔／《晚安故事屋》／國立教育廣播電臺                                                            |
| 2010 （第45屆） | 阿國、琇如、齊軒／《非讀不可》／內政部警政署警察廣播電臺臺北總臺                                            |
| 2010 （第45屆） | 成春福【林建成】／《台灣原住民族劇場》／財團法人中央廣播電臺                                                |
| 2010 （第45屆） | 吳坤龍／《打狗劇場》／正聲廣播股份有限公司高雄廣播電臺                                                      |
| 2010 （第45屆） | 林利【林錦慧】／《小蕃薯列車》／高雄廣播電臺                                                                |
| 2010 （第45屆） | 蔡長憲／《週日廣播劇》／復興廣播電臺                                                                        |
| 2011 （第46屆） | 陳文彬／《RTI黃金劇場》／財團法人中央廣播電臺                                                               |
| 2011 （第46屆） | 比列【葉麗羚】／《土地之歌》／漢聲廣播電臺花蓮分臺                                                          |
| 2011 （第46屆） | 阿國、琇如、齊軒／《網路書海》／內政部警政署警察廣播電臺臺北臺                                              |
| 2011 （第46屆） | 林建成、徐進輝／《RTI劇場》／財團法人中央廣播電臺                                                           |
| 2011 （第46屆） | 邵文豐、陳文義／《漢聲劇場》／漢聲廣播電臺臺北總臺                                                          |
| 2012 （第45屆） | Arthur【陳冠鳴】、小雨姐姐【陳麗純】／《奇幻島》／高雄廣播電臺                                              |
| 2012 （第45屆） | 安達【黃裕庭】、采琦【金玉琦】／《音樂地圖》／內政部警政署警察廣播電臺宜蘭臺                                |
| 2012 （第45屆） | 李百文、鄭茂森、呂美玉、莊涵晴／《臺灣聲命力 聆聽零距離》／環宇廣播事業股份有限公司                         |
| 2012 （第45屆） | 吳坤龍、吳明訓／《週日搜神記》／灰姑娘音樂製作有限公司                                                      |
| 2012 （第45屆） | 陳文義／《漢聲劇場》／漢聲廣播電臺臺北總臺                                                                  |
| 2013 （第48屆） | 顏志成、陳燕柔／《晚安故事屋》／國立教育廣播電臺                                                            |
| 2013 （第48屆） | 邵文豐、陳文義／《漢聲劇場》／漢聲廣播電臺臺北總臺                                                          |
| 2013 （第48屆） | 林建成、徐進輝／《話出東方經典Classic Shorts》／財團法人中央廣播電臺                                        |
| 2013 （第48屆） | 高菁霞／《音樂共和國—大愛廣播劇場》／財團法人慈濟傳播人文志業基金會                                         |
| 2013 （第48屆） | 蔡長憲、李婕【李佳儒】／《週日廣播劇》／復興廣播電臺                                                        |
| 2014 （第49屆） | 林建成、徐進輝／《「時光隧道」~發現1624, Lost in Dutch Formosa》／財團法人中央廣播電臺                      |
| 2014 （第49屆） | 田麗雲、林育宣／《午後文學館–青番公的故事》／竹科廣播股份有限公司                                           |
| 2014 （第49屆） | 邵文豐、陳文義／《戲劇大觀園》／漢聲廣播電臺臺北總臺                                                        |
| 2014 （第49屆） | 李婕【李佳儒】、蔡長憲／《週日廣播劇》／復興廣播電臺                                                        |
| 2014 （第49屆） | 高菁霞／《鑼聲若響》／財團法人慈濟傳播人文志業基金會                                                        |
| 2015 （第50屆） | 吳坤龍、許淳清／《假日聽電影》／正聲廣播股份有限公司高雄廣播電臺                                            |
| 2015 （第50屆） | 王文心／《臺灣文學作家系列》／財團法人中央廣播電臺                                                          |
| 2015 （第50屆） | 田麗雲、林育宣／《午後文學館》／竹科廣播股份有限公司                                                        |
| 2015 （第50屆） | 陳肇榮／《RTI黃金劇場》／財團法人中央廣播電臺                                                               |
| 2015 （第50屆） | 徐進輝／《大樹下聽故事》／大樹下廣播電台股份有限公司                                                        |
| 2016 （第51屆） | 吳坤龍、許淳清、蔡怡雯／《生活繽紛樂-台灣故事廳》／正聲廣播股份有限公司高雄廣播電臺                         |
| 2016 （第51屆） | 成春福【林建成】、譚志薏／《世界很大同》／財團法人中央廣播電臺                                              |
| 2016 （第51屆） | 阿珮【黃琇珮】、宥耣／《快樂麥克風》／全景社區廣播電台股份有限公司                                          |
| 2016 （第51屆） | 周信宏、劉駿逸、林育宣／《午後文學館》／竹科廣播股份有限公司                                                |
| 2016 （第51屆） | 高菁霞／《鑼聲若響》／財團法人慈濟傳播人文志業基金會                                                        |
| 2017 （第52屆） | 吳坤龍、許淳清、蔡怡雯／《生活繽紛樂－台灣故事廳》／正聲廣播股份有限公司高雄廣播電臺                        |
| 2017 （第52屆） | Eddie【羅辰宇】／《世界知識＋》／內政部警政署警察廣播電臺                                                   |
| 2017 （第52屆） | 尹潔楓、宋佳謙、唐陶、陳昱豪、鄒頡龍／《健康也上「影」》／內政部警政署警察廣播電臺                          |
| 2017 （第52屆） | 徐進輝、楊子萱、謝祥釋／《大樹下聽故事》／大樹下廣播電台股份有限公司                                        |
| 2017 （第52屆） | 陳肇榮／《RTI黃金劇場》／財團法人中央廣播電臺                                                               |
| 2018 （第53屆） | 吳坤龍、許淳清、蔡怡雯／《假日聽電影》／正聲廣播股份有限公司高雄廣播電臺                                    |
| 2018 （第53屆） | 李可【林美華】／《聽!是誰在歌唱》／高雄廣播電臺                                                             |
| 2018 （第53屆） | 徐進輝、楊子萱、謝祥釋、許蔡弘竹／《大樹下聽故事》／大樹下廣播電台股份有限公司                              |
| 2018 （第53屆） | 張敬、唐妮／《詩歌人聲》／內政部警政署警察廣播電臺                                                          |
| 2018 （第53屆） | 陳文彬／《臺北都會劇場-待宵花》／臺北廣播電臺                                                               |
| 2019 （第54屆） | 陳文彬／《臺北都會劇場-一夜新娘》／臺北廣播電臺                                                             |
| 2019 （第54屆） | 吳坤龍、許淳清、蔡怡雯、尤寶州／《假日聽電影》／正聲廣播股份有限公司高雄廣播電臺                            |
| 2019 （第54屆） | 李可／《聽!是誰在歌唱》／高雄廣播電臺                                                                       |
| 2019 （第54屆） | 季潔【蔡宜穎】／《技職翻轉人生》／國立教育廣播電臺                                                          |
| 2019 （第54屆） | 張敬、唐妮、潔楓【尹潔楓】／《詩‧歌‧人聲》／內政部警政署警察廣播電臺                                        |
| 2020 （第55屆） | 吳坤龍、蔡怡雯、林憲鋐／《假日聽電影》／正聲廣播股份有限公司高雄廣播電臺                                    |
| 2020 （第55屆） | 成春福／《Cultural Visa Everywhere》／財團法人中央廣播電臺                                                  |
| 2020 （第55屆） | 李可／《聽！是誰在歌唱》／高雄廣播電臺                                                                      |
| 2020 （第55屆） | 徐進輝、鄭惠文、沈逸華、張賀傑／《大樹下聽故事》／大樹下廣播電台股份有限公司                                |
| 2020 （第55屆） | 陳文彬／《珍女人時代劇場》／臺北廣播電臺                                                                    |
| 2021 （第56屆） | 林彥宇、施嘯天、蔡嘉哲、張詠欣／《空中故事館》／正聲廣播股份有限公司臺中廣播電臺                            |
| 2021 （第56屆） | 成春福／《RTI劇場》／財團法人中央廣播電臺                                                                   |
| 2021 （第56屆） | 徐進輝、謝祥釋、楊子萱、施子涵／《Listen 看得見的廣播劇》／國立教育廣播電臺                                 |
| 2021 （第56屆） | 高菁霞／《鑼聲若響》／財團法人慈濟傳播人文志業基金會                                                        |
| 2021 （第56屆） | 墨鏡哥【甘仲維】、王中彥／《鮮聲奪人 Voice Over》／漢聲廣播電臺                                             |
| 2022 （第57屆） | 王文心／《愛的編年史》／財團法人中央廣播電臺                                                                |
| 2022 （第57屆） | 吳坤龍、林憲鋐、陳佳彣／《假日聽電影》／正聲廣播股份有限公司高雄廣播電臺                                    |
| 2022 （第57屆） | 徐進輝、謝祥釋、施子涵、朱禹任／《Listen看得見的廣播劇》／國立教育廣播電臺                                  |
| 2022 （第57屆） | 陳文彬／《臺北奇幻人間劇場》／臺北廣播電臺                                                                  |
| 2022 （第57屆） | 墨鏡哥【甘仲維】、王中彥／《鮮聲奪人 Voice Over》／漢聲廣播電臺                                             |
| 2023 （第58屆） | 安起【李明潓】／《光影詩歌》／高雄廣播電臺                                                                  |
| 2023 （第58屆） | 成春福／《RTI劇場》／財團法人中央廣播電臺                                                                   |
| 2023 （第58屆） | 徐進輝、謝幸惜、朱禹任、江麗妮／《Listen 看得見的廣播劇》／國立教育廣播電臺                                 |
| 2023 （第58屆） | 蔡鳳婷／《聽見台灣聲景》／國立教育廣播電臺                                                                  |
| 2023 （第58屆） | 墨鏡哥【甘仲維】、王中彥／《鮮聲奪人Voice Over》／漢聲廣播電臺                                              |
| 2024 （第59屆） | 安起【李明潓】／《大城小時光》／高雄廣播電臺                                                                |
| 2024 （第59屆） | 吳坤龍、林憲鋐、林子麟／《假日聽電影》／正聲廣播股份有限公司高雄廣播電臺                                    |
| 2024 （第59屆） | 崔喜、張芷榕、宋佳蓉、范維珍／《Listen 看得見的廣播劇》／國立教育廣播電臺                                   |
| 2024 （第59屆） | 康和祥／《精靈學習日記—誰偷走了我的字？》／內政部警政署警察廣播電臺                                         |
| 2024 （第59屆） | 黃欣楷、施嘯天、陳睿昕、吳俊德、江信逸／《空中故事館—〈大部分解，開始〉》／正聲廣播股份有限公司臺中廣播電臺 |
| 2025 （第60屆） | |
|                 | |
|                 | |
|                 | |
|                 | |

## 外部連結
- 廣播電視金鐘獎官方網站 （页面存档备份，存于）
- 歷屆廣播金鐘獎得獎入圍名單 （页面存档备份，存于），文化部影視及流行音樂產業局